# Bedri Baykam
Bedri Baykam, né le 26 avril 1957 à Ankara, est un artiste turc.

## Biographie

### Jeunesse
Bedri Baykam naît le 26 avril 1957 à Ankara. Son père, le Dr Suphi Baykam, est député au parlement turc, et sa mère, Mutahhar Baykam, est une ingénieure en architecture. Baykam affirme avoir commencé à peindre à l'âge de deux ans et avoir des expositions à partir de six ans à Berne, Genève, New York, Washington, Londres, Rome, Munich et Stockholm. Il prétend avoir été reconnu comme un enfant prodige, bien qu'aucun document ne confirme cette affirmation.
Baykam étudie à l'Université de la Sorbonne à Paris de 1975 à 1980 et obtient un MBA. Pendant cette période, il étudie l'art dramatique à l'Actorat, à Paris. Il vit en Californie de 1980 à 1987, étudié la peinture et la réalisation de films au California College of Arts and Crafts, à Oakland[réf. nécessaire]. Il retourne en Turquie en 1987 pour vivre à Istanbul.
Baykam joue au tennis tout au long des années 70 et est bien classé aux championnats de tennis de Turquie[réf. nécessaire]

### Carrière
Il a des expositions personnelles dans de nombreux pays, en plus de participer à des expositions de groupe[réf. nécessaire]

#### Auteur
En 2018, il a écrit dix-huit livres, cinq sur l'art (dont un en anglais) et onze sur la politique[réf. nécessaire]. Monkeys' Right to Paint (publié en turc et en anglais), documente la situation critique des artistes non occidentaux et critique l'establishment artistique occidental pour son histoire de l'art à tendance occidentale. Baykam écrit un roman controversé The Bone, publié en décembre 2000. Roman du tournant du siècle, il aborde le sexe, la mort, la philosophie des nouvelles sciences, la technologie et l'espionnage. Il aurait prédit les attaques 11 septembre. The Bone est publié en anglais en 2005.[Par qui ?][réf. nécessaire]
Baykam publié une autobiographie en deux volumes. Il y prétend que, enfant, il était considéré comme "le créateur de l'école d'art du XXIe siècle". Baykam prétend qu'il a été comparé à des artistes comme Klee, Matisse, Dufy, Saul et Steinberg. Il qualifie ce livre comme "L'autobiographie la plus détaillée jamais écrite sur terre" et se compare à Mozart.

#### Artiste
Baykam est un pionnier du mouvement néo-expressionniste et de l'art politique multimédia et de la photo-peinture[réf. nécessaire]. À partir des années 1980, il réalise des courts métrages en 16 mm et joue dans des longs métrages turcs.

#### Associations
Il travaille avec des associations telles que l'Association pour le soutien à la vie contemporaine et l'Association de la pensée atatürkiste. Il est l'un des fondateurs de l'Association internationale des artistes UNESCO -AIAP-IAA. Le 18 octobre, Baykam est élu Président mondial de l'UNESCOIAA / AIAP.

#### Homme politique
Entre 1995 et 1998, il est membre élu de l'Assemblée du Parti du Parti populaire républicain social-démocrate. Baykam est candidat à la présidence de ce parti en octobre 2003. Il est l'un des plus ardents défenseurs du kémalisme.

#### Journaliste
Baykam fonde et dirige le magazine d'art mensuel Skala entre 2000 et 2002. Il écrit pour le quotidien Cumhuriyet, ainsi que pour des magazines d'art et de politique. Il écrit fréquemment pour la gauche turque. Il dirige le mouvement patriotique. Il expose à la galerie Alphonse Berber et à la Broadway Gallery.

#### Film
Baykam est le fondateur de la société de production et d'édition de films Piramid et Piramid Art Center, toutes deux basées à Istanbul.

### Vie privée
Il épouse la journaliste Sibel (Yağcı) Baykam en mai 1997, et ils ont un fils, Suphi, en janvier 1999.

## Expositions
- 1963 : Sanat Sevenlr Kulübüt à Ankara[1].
- 1963 : Centre culturel turc à Berne[1].
- 1964 : Du Bac à Paris[1].
- 1990 et 2002 : Lavignes-Bastille à Paris[1].